# اچ‌دی ۱۵۸۴۷۶
اچ‌دی ۱۵۸۴۷۶ یک ستاره است که در صورت فلکی آتشدان قرار دارد.